# 뱌차슬라우 케비치

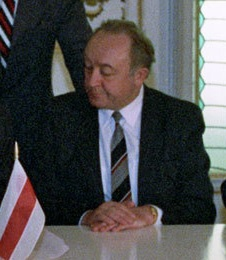
뱌차슬라우 케비치(1991년)

뱌차슬라우 프란차비치 케비치(벨라루스어: Вячаслаў Францавіч Кебіч [vʲatʂaˈslaw kˈʲɛbʲitʂ], 러시아어: Вячесла́в Фра́нцевич Ке́бич 뱌체슬라프 프란체비치 케비치[*], 1936년 6월 10일 ~ 2020년 12월 9일)는 벨라루스의 정치인이다.
폴란드 코니우셰프슈치즈나(Koniuszewszczyzna, 지금의 벨라루스 민스크주 카뉴샤우시나)에서 태어나 1958년 벨로루시 폴리텍 대학교(현 벨라루스 국립 공과 대학교)를 졸업하였다.
1990년 벨로루시 소비에트 사회주의 공화국 각료 회의 의장을 맡았고, 1991년 벨라루스의 독립 이후에는 초대 총리가 되어 1994년까지 맡았다. 러시아와의 금융 동맹을 강조하는 등 친러시아 정책을 유지했다. 1994년 대통령 선거에 나섰으나 알략산드르 루카셴카에 패배하였다.
코로나19 범유행중인 2020년 11월 26일 코로나19에 감염되어 투병중 12월 9일 사망하였다.